# 아블라메 데 아모르
《아블라메 데 아모르》(스페인어: Háblame de amor)은 1999년 방영된 멕시코의 텔레노벨라이다.